# Kapelse Poloplein
Der Kapelse Poloplein ist die einzige offizielle Spielstätte für Polo in Belgien. Er befindet sich in der Gemeinde Kapellen.
Alfred Grisar, der als Vater des belgischen Polosports gilt, gründete 1899 einen Mehrspartenverein. Die Poloabteilung des Clubs musste ihren alten Platz aufgeben, da das Feld für Fußball genutzt werden sollte. Auf dem Gut der damaligen Adelsfamilie Osy de Zegwaart wurden 1913 schließlich drei Polofelder angelegt. Im Rahmen der Olympischen Sommerspiele 1920 in Antwerpen fanden auf dem Gelände der Geländeritte im Vielseitigkeitsreiten statt. Während des Zweiten Weltkriegs nutzte die Wehrmacht das Gelände als Flugplatz. Nach dem Krieg nutzten die ortsansässigen Bauern die Fläche als Weide für ihre Kühe. Seit 1987 verfügt das Gelände wieder über zwei Spielfelder.
2014 wurde das Gelände von der Adelsfamilie für 825.000 Euro zum Verkauf angeboten.